# 歩兵第22連隊
歩兵第22連隊（ほへいだい22れんたい、歩兵第二十二聯隊）は、愛媛県で編成された日本陸軍の歩兵連隊である。日露戦争以降『伊予の肉弾連隊』と畏怖された精鋭部隊であった。数々の戦役に出征して武勲を重ね、日本軍屈指の戦果を挙げた。

## 年表
- 1884年（明治17年） 愛媛県温泉郡松山にて広島鎮台の所属部隊として第1大隊が発足。
- 1886年（明治19年） 8月17日に軍旗親授。
- 1888年（明治21年） 鎮台を改編し師団が創設され第5師団に所属する。
- 1889年（明治22年） 愛媛県温泉郡一万村に城北練兵場を開設[1][2]。
- 1894年（明治27年） 日清戦争に出兵。元山、仁川から上陸し、平壌の戦いに参加。
- 1898年（明治31年） 第11師団創設にともない、第11師団に所属した。
- 1904年（明治37年） 日露戦争に出兵。旅順攻囲戦、奉天会戦に参加。
- 1905年（明治38年） 歩兵第22連隊は再び第5師団に所属。
- 1918年（大正07年） 松山市内で米騒動発生。警戒のため3個中隊が出動する[3]。
- 1919年（大正08年） 第5師団に属しシベリア出兵に参加。
- 1922年（大正11年） 皇太子（のちの昭和天皇）が歩兵第22連隊に行啓[4]。
- 1924年（大正13年） 愛媛県温泉郡小野村に演習場を開設（現在の陸上自衛隊松山駐屯地）[5][6]。
- 1925年（大正14年） 宇垣軍縮により歩兵第62連隊（徳島）が廃止され、第11師団所属に戻った。
- 1932年（昭和07年） 第一次上海事変に出兵。
- 1937年（昭和12年） 7月に第二次上海事変が勃発し、22連隊は8月23日上海郊外の呉淞に上陸。
- 1938年（昭和13年） 3月に愛媛県に帰還。
- 1938年（昭和13年） 9月には再度満州に派遣され、東安に駐屯した。
- 1939年（昭和14年） 8月、ノモンハン事件に速射砲中隊を派出。
- 1939年（昭和14年） 10月、第11師団の改編にともない、第24師団に編入され、徴募区域も愛媛県から北海道に変更された。
- 1940年（昭和15年） 以降、愛媛県出身の歩兵の初年兵は、丸亀、徳島、高知の各歩兵連隊に入営するようになった。
- 1944年（昭和19年） 8月に満州の東安から沖縄に進出。
- 1945年（昭和20年） 6月17日、沖縄戦にて、連隊長吉田勝ら高級幹部が陣取っていた本部壕が爆弾攻撃を受け、全員戦没。6月23日、第32軍司令官・中将牛島満の自決を受けて軍旗を奉焼するように指示、翌24日に奉焼、ここに本連隊は終焉。
- 1962年（昭和37年） 沖縄県摩文仁に、沖縄で戦死した愛媛県人約2000名を慰霊するため『愛媛之塔』が建立される。

## 戦歴
日清戦争にて初陣を飾り、平壌（現・北朝鮮）攻略の一番乗りを果たして武名を轟かせた。日本軍の先鋒を務めて雪中行軍し、多くの凍傷、脚気患者を出しつつも清国内まで攻め抜く。22連隊の進撃は、下関条約の交渉を日本優位に導いた。日清戦争では、戦死44名、傷病死172名、自死4名、負傷132名。
日露戦争では、乃木希典大将の下、旅順攻囲戦の東鶏冠山北堡塁攻略で活躍する。旅順要塞攻略後は、すでに大半の将兵が負傷していたが、次いで奉天会戦に参加して激戦を展開した。この当時の戦いぶりは、22連隊旗手桜井忠温中尉の戦記『肉弾』に描かれている。以来、22連隊は「伊予の肉弾連隊」と畏怖されるようになった。日露戦争では、戦死653名、負傷3891名、行方不明671名の損害を受けながら日本の勝利に貢献した。
シベリア出兵では、氷点下50度にもなるシベリアで、共産主義革命を叫ぶロシア過激派軍と交戦した。チタ郊外のノーウォザルダミンスコエの戦いでは、22連隊将兵約500名が、過激派軍約3000名を狙撃戦で圧倒して撃退する。日本軍の他部隊では、長引く出兵で士気が低下し、シベリア住民と軋轢を生んだが、22連隊ではそれは見られず、名誉連隊として凱旋した。シベリア出兵では、出兵期間1年7ヶ月。戦死17名、戦傷病死20名、事故死2名。
第1次上海事変では、白川義則大将（愛媛県松山出身）の下、上海在住日本人の保護のため、駆逐艦に分乗して上陸し、十九路軍を急襲して撃ち破り、嘉定城に一番乗りした。上海上陸後1か月以内に快勝。任務完遂後は速やかに停戦して兵を退く、白川大将の水際立つ指揮と麾下部隊は、天皇陛下よりお褒めの御言葉を賜った。第1次上海事変では、戦死8名、負傷病兵42名。
第2次上海事変では、戦艦陸奥で中国大陸に急行した。支那軍が陣を構える上海に敵前上陸し、南京を目指した。混乱した支那軍は同士討ちを繰り返し、焦土作戦を採りながら後退したが、22連隊は中国の民衆を保護しつつ行軍を続けた。22連隊の戦死傷者は報道管制が敷かれたため不詳である。出征期間約8か月。一説に、将兵の4分の1は戦死したとの風聞がある。
大東亜戦争（太平洋戦争）において、22連隊第1大隊は、歩兵第333大隊と改名しメレヨン島の守備に派遣された。メレヨンは、敵潜水艦により補給の途絶した絶海の孤島であったため、将兵の約9割が餓死、病死する惨状であった。
沖縄戦では、卓越した戦術によりアメリカ軍の侵攻を何度も撃退した。沖縄県島尻郡高嶺村（現・糸満市）真栄里で徹底抗戦を続け、同地にてアメリカ軍沖縄攻略部隊司令官バックナー将軍は、日本軍の攻撃の前に戦没。沖縄戦での戦況は、ジョージ・ファイファー著、元本連隊第1大隊長・大尉小城正訳『天王山 沖縄戦と原子爆弾』に詳しい。本項でも、同書や戦史叢書などの記述を基に、次章にて愛媛県発祥部隊の活躍を中心に、沖縄本島南部における帝國陸軍の戦いの様子を詳述する。
1945年（昭和20年）6月17日、米軍は、22連隊本部の洞窟陣地に爆薬を投げ込み、22連隊本部は全員戦没した。翌週の25日、沖縄本島守備にあたっていた日本軍全部隊の玉砕が東京の大本営より発表された。

## 関連項目

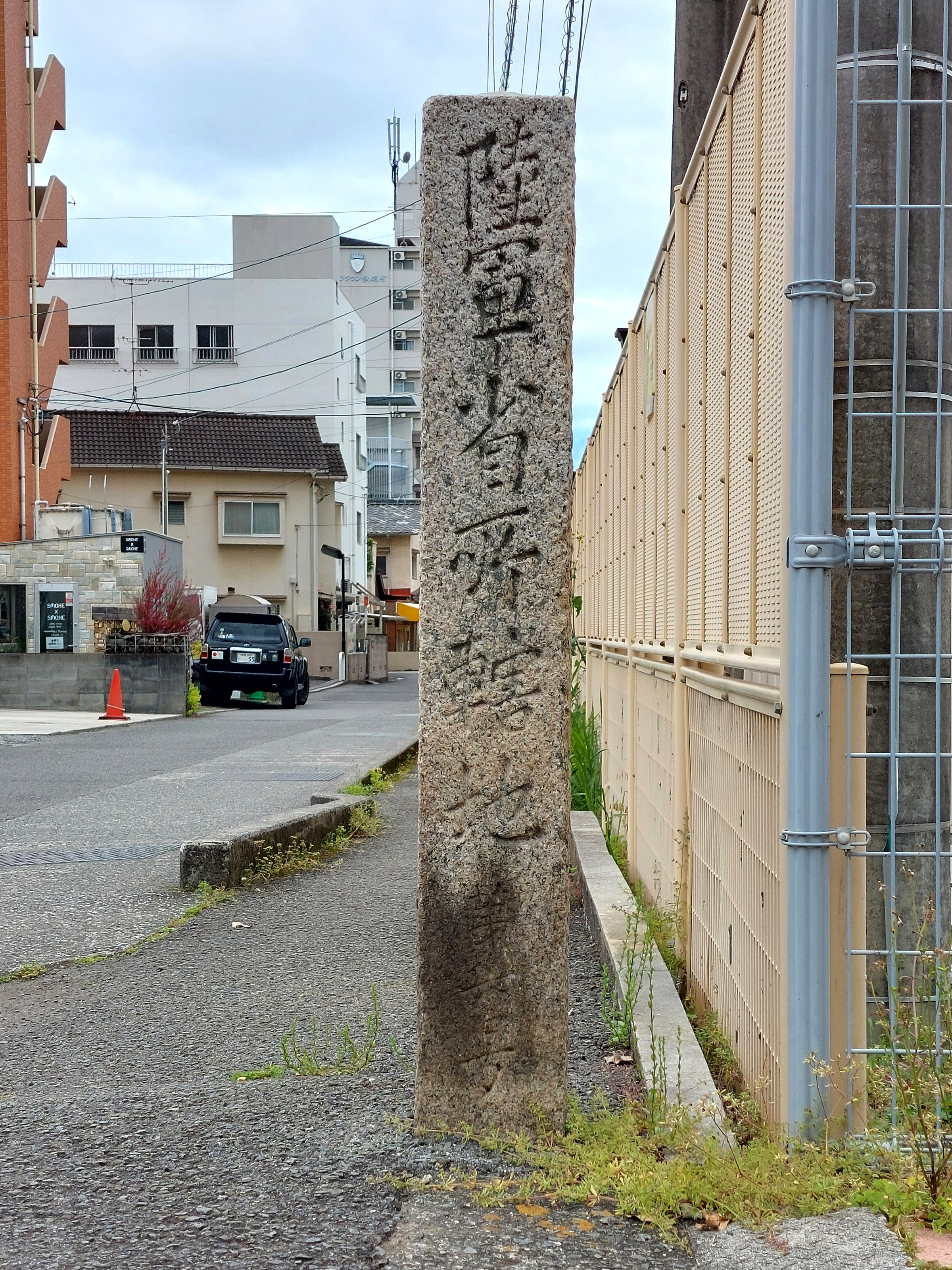
城北練兵場跡に残る陸軍省所轄地石柱（松山市鉄砲町）

## 沖縄戦での行動記録
当初沖縄戦は、米軍を包囲殲滅する決戦思想であったため、22連隊は沖縄本島中部の中頭郡北谷村嘉手納（現・嘉手納町）に布陣し、当地で築城と中飛行場の建設に従事した。築城においては、建設資材の調達がままならず、人力に頼る工法で、危険な難工事であった。また、22連隊自らの棲息壕の構築のみならず、増援部隊の受け入れを考慮するよう要求され、自隊の3倍以上の兵力を収容でき、かつ1t爆弾にも耐えうる地下壕の構築を厳命されていた。

 
沖縄本島到着から半年をすぎた1945年（昭和20年）4月。決戦兵力であった第9師団が台湾へ移動したことにより、22連隊は、沖縄本島最大の重要港湾である島尻郡小禄村（現・那覇市）の海軍司令部壕の隣に移動した。那覇市南方の島尻一帯の防衛を任じられ、当地で築城、那覇飛行場の建設にあたった。アメリカ軍の上陸までに、22連隊は現地で召集された1500人以上の沖縄県出身者が配属された。

### アメリカ軍上陸
4月1日に米軍が嘉手納海岸から上陸してくるが、22連隊は島尻地区の陣地において沖縄本島南方からの奇襲上陸に備えていた。
4月10日、22連隊は豊見城村から首里市方面への陣地移動が命じられた。これにより22連隊は、戦闘に本格的に参加していく。首里北方を守備していた62師団が損害甚大となったことで、沖縄戦最大規模の激戦となった嘉数の戦いなどに参加する。この時、22連隊は行軍中に、神風特攻隊が敵艦に命中する光景を目撃して「やった。万歳！」と一斉に喜び叫んだ。南風原から与那原に移動し、運玉森に集結した。
4月11日朝、22連隊本部は、首里北方の弁ヶ岳付近に進出した。第1大隊は南上原へ、第2大隊は我如古へ、第3大隊は仲間に進出していった。

4月12日、22連隊は日本軍反撃の主力として第62師団に編入されたが、地理不案内なため行動に支障をきたしていた。第1大隊（大隊長・少佐鶴屋義則　士52期　鹿児島県出身）は翁長の155高地（米称：ツームヒル。現：琉球大学の東の丘頂上）に斬り込みを敢行したが、米軍は最新鋭の赤外線眼鏡を狙撃班に装備していたため、先頭の第1中隊（中隊長　鈴木義雄大尉　士56期　岩手県出身）は奇襲に失敗し、中隊長以下約60名の戦死者を出して後退した。第2大隊（大隊長・大尉平野茂雄：特志　八幡浜市出身）の一部は、142高地（米称：ロッキークラッグス。現：琉球大学の西の丘頂上）に移動して夜間斬り込みを敢行した。しかし、米軍の砲撃の前に日本軍の攻勢は挫折した。一方、米側もこの日、第32代合衆国大統領フランクリン・ルーズベルトが急逝した。だがアメリカ軍の攻勢に変化はなかった。
4月13日、22連隊は首里北方の中頭郡西原村（現・西原町）に展開した。22連隊は、左翼、右翼部隊に増援派出を命じられる。第1大隊は南上原での戦闘を継続したが、第2大隊は、棚原地区でゲリラ戦術により善戦している独立歩兵第12大隊（大隊長　賀屋与吉少佐）に配属される。また第3大隊（大隊長・大尉田川慶介：陸士53期、松山市出身）は、嘉数の戦いで戦果をあげている独立歩兵第13大隊（大隊長　原宗辰少佐）に配属されたが、米軍の絶え間ない砲撃により、通信線は寸断され伝令は出られず、連絡がとれないままになっていた。22連隊では、軍用犬を連絡に走らせたが、それも壕を突っ走った途端に撃ち殺された。
4月16日、22連隊第1大隊と迫撃砲中隊は、南上原で米軍を撃退したが、翌日には幸地に後退した。この日、中城村の女子青年義勇隊60名が、22連隊の各隊に弾薬や食料を運び込んでくれた。地元出身の兵隊も村から食料を調達するために弾の下をくぐって活躍していた。
4月17日、第2大隊は、独立歩兵第12大隊から配置を解除された。
4月18日、浦添村（現・浦添市）牧港から米軍の総攻撃が始まった。22連隊第3大隊は、22連隊本部と連絡が途絶しながらも防戦を続けていた。
4月21日夜、伊祖高地の奪還のため、22連隊第3大隊は、夜襲を敢行した。この時、愛媛県人が多数所属する独立歩兵第15大隊と独立臼砲第1連隊も参加したが、攻撃は成功せず、甚大な犠牲を払った。

### 幸地の戦い
幸地の戦闘 http://okinawa-senshi.boy.jp/kochi2008.htm
4月22日から陣地転換が行われ22連隊は連隊本部を沖縄県中頭郡西原村幸地に移した。首里には日本軍守備隊の総司令部があったが、首里北方を守備する第62師団が、実質的に壊滅したことによる大幅な作戦変更であった。22連隊は第24師団に復帰し、首里北方の幸地（米称ゼブラヒル：現　西原町アドベンチストメディカルセンター付近）に全面展開して、アメリカ軍と激戦を交える。
22連隊は、第24師団の中央に展開し、右翼は北海道旭川市発祥の歩兵第89連隊、左翼は山形県から派遣された歩兵第32連隊が担当した。上級司令部からは、さらに前進して敵陣地奪取を命じられたが、22連隊長・中佐吉田勝（士32期　北海道出身）は彼我の兵力差を考慮して、より現実的な持久戦案を意見具申し、これが認められた。対戦するアメリカ軍は、第77歩兵師団、第96歩兵師団であり、短期攻略を目論み次々と侵攻してきたが、22連隊は地形を生かした防御戦闘により善戦した。ここでは激戦として著名な「幸地の戦い」が繰り広げられた。
4月24日、第1大隊長鶴屋少佐は、第3中隊陣地で敵情偵察中に艦砲射撃によって戦死し、26日に小城正大尉（士54期　鹿児島県出身）が引き継いだ。第2大隊が展開する伊祖丘陵にはアメリカ海兵隊の戦車の大群が襲来した。第2大隊第5中隊の山之内敏夫中尉（愛媛県周桑郡出身）は、仁王立ちで睨み据えると、振り返って「生命を大切にせいよ。最後までご奉公するんだぞ。」と傷だらけになった部下一人一人の手を握って言い渡したのち、自ら急造爆雷を抱きかかえて敵戦車に体当たりを敢行した。山之内中尉の戦死により、第2大隊は石嶺に後退を命じられ、負傷兵は首里鳥堀の患者収容所に運ばれた。第11中隊の佐伯清之曹長（愛媛県周桑郡出身）、連隊砲中隊の吉良駿治准尉（愛媛県南宇和郡出身）らが戦死した。
4月26日、22連隊は幸地に健在であった。第1大隊は米軍の砲撃により大損害を出しつつもアメリカ第7師団の攻勢を阻んでいた。小城は、敵のロケット弾の猛射を浴びここで半数以上の部下を失う。しかし、小城大尉は、大隊に配備されている36個の八九式重擲弾筒を集中射撃で応戦し続けて米軍の進撃を阻止していた。アメリカ第7師団は、軍団長から「もっと強烈な攻撃をしろ」と、厳命を受けていた。幸地、小波津地区では、機関銃と迫撃砲約12門の集中射撃によって、米軍の攻勢を防ぎきった。22連隊は、大きな損害を出していたが、対戦するアメリカ軍の損害はそれを上回っていた。
4月27日、沖縄は雨期に入ったように雨が降った。22連隊は、歩兵第32連隊の援護と前田高地の奪還を命じられたが、アメリカ軍の攻勢の前には、机上の空論であった。戦線は交錯し、アメリカ軍は、航空機や砲撃による同士討ちで、兵士60名以上の戦死者を発生していた。この頃の日米両軍の激戦は、映画ハクソー・リッジに描写されている。22連隊の正面には、敵戦車20数両と2500～3000名の敵が攻め込んできたが、機関銃中隊の八幡勇少尉（愛媛県松山出身）は、銃身が焼け付くほどに奮戦して守り切った。巧妙に配置されていた12丁の九二式重機関銃の連射は、前進してくるアメリカ軍の将兵をなぎ倒した。第2大隊第5中隊は約7割が死傷して残り約50名に減少し、指揮を林繁昌准尉（愛媛県松山出身）が執って戦い続けていたが、林准尉も戦死した。
4月30日、日本軍の前線部隊は、夜襲を実施した。歩兵第32連隊伊東大隊は146高地を夜間攻撃して奪回に成功した。歩兵第89連隊深見大隊の120高地の奪回は失敗した。22連隊は、第2大隊を攻撃準備させたが、出撃はしなかった。30日朝には、米軍は戦車を伴い反撃したが、日本軍は速射砲、野戦高射砲を用いて防衛に成功した。陣頭に立って戦い、部下には「死に急ぐなよ」と言い聞かせていた尺八の名手、鈴鹿喜四郎准尉（愛媛県周桑郡出身）が戦死した。第1大隊の栗林栄少尉（愛媛県松山出身）も負傷し後送された。
5月1日～3日、幸地では、米軍の火焔放射戦車を含む部隊と交戦し、霧雨にも助けられ、迫撃砲と手榴弾の集中投擲で撃退した。この時、22連隊第11中隊長 木口恒好大尉（士55期　愛媛県八幡浜出身）は、第1大隊長小城大尉に「大隊長！あのへんで、敵の戦車がうろうろしているから、私が行ってやっつけてきますから、やらしてください！いいですか？」と自ら志願し、兵士2,3人を連れて敵陣に潜入し、敵の戦車を爆砕した後、無事生還して、22連隊の士気を高めた。
5月2日、歩兵第64旅団独立歩兵第13大隊に配属されていた第3大隊は、島尻郡浦添村（現・浦添市）安波茶で22連隊復帰の命令を受領した。

### 日本軍総反撃
5月3日、増援として独立歩兵第28大隊が連隊に加わった。同日夜には、翌日実施される日本軍総反撃の先駆けとして斬り込み隊を編成し、米軍陣地へ夜間浸透を試みた。攻撃準備をする兵隊は、栄養失調から夜盲症に罹っている者も多かった。22連隊は、軍旗を弁ヶ岳から幸地に移した。
5月4日、日本軍最後の総反撃が始まった。また、沖合では大規模な特攻作戦である菊水5号作戦が実施された。22連隊は「中突進隊」と呼称され、アメリカ軍陣地を中央突破し棚原北方の占領を命じられた。しかし、22連隊の前面にはすでに強力なアメリカ軍の野戦陣地が形成されており、第32軍参謀・大佐八原博通の指示を受け、損耗を避けるため、22連隊は第11中隊（中隊長　木口恒好大尉　士55期　愛媛県八幡浜出身）のみが出撃することとなった。
04:50、突撃準備射撃が開始され、軍砲兵の15cm榴弾砲、10cmカノン砲が100,000発以上発射された。
05:00、日本軍は前進を開始する。
07:00、第3中隊が幸地のホースシューリッジ南側で煙幕を作りアメリカ軍陣地の視界を奪うことに成功した。第11中隊は、機を得てアメリカ軍陣地に接近を図った。しかし、運悪く風向きが南西風から南東風となり、第11中隊はアメリカ軍の攻撃にさらされた。奇襲には失敗したが、すでに死を覚悟している木口恒好大尉の指揮のもと、壮烈な強襲をかけ獅子奮迅と戦闘した。アメリカ軍はM4中戦車をもって反撃し、第11中隊は全員戦死した。また、戦車27連隊の戦車もほとんどが撃破された。しかしながら、22連隊第1大隊後方潜伏班は、この状況下でも敵陣を約1000mも潜入したと戦史叢書に記述されている。アメリカ軍は、さらに戦車をもって幸地陣地に攻撃を加えたが、22連隊は総力を挙げてこの防戦に努めた。
5月5日、第3大隊は22連隊と合流したが、消耗しており、実質2個中隊の兵力であった。18:00、日本軍は攻撃失敗を悟り、作戦中止命令を下令した。

### 首里防衛戦
首里防衛戦 http://okinawa-senshi.boy.jp/chocolate2008.htm

5月6日、沖縄県は梅雨が始まった。沖縄守備隊の奮闘により、アメリカ軍は、日本本土への侵攻作戦を梅雨と酷暑期の過ぎた9月以降に延期せざるを得なくなった。
日本軍の総攻撃は失敗に終わったが、アメリカ軍からの逆襲もなく部隊再編を急いだ。第32軍は再度持久戦に徹するよう指示をだした。22連隊は、幸地から146高地において、アメリカ軍の攻撃を破砕するように命じられた。雨により、衛生環境が著しく悪化し、傷病兵が増加した。また、沖縄本島の非舗装道路は、交通を害し、補給は停滞した。日本軍の地下壕内にも雨水が侵入してきた。
5月7日、米第7師団第17連隊に、22連隊が守備する幸地（米称ゼブラヒル）の攻略命令が下った。同日、22連隊は「一兵でも多くの敵を倒し、大損害を与えるべし。」との命令を受けた。米軍の火炎戦車が幸地に侵入してきたが、一通り火炎を放射して反転していくところを背後から猛烈に砲撃して撃破した。
5月8日、第1大隊と第3大隊が交代するよう準備されたが、敵の攻撃の前に第1大隊（小城大隊）、第3大隊（田川大隊）が共同で守備に就いた。前日から雨が降り続く中、アメリカ軍の攻撃は続き、手榴弾戦、白兵戦が繰り返された。すでに不眠不休の激戦が続いており、第1大隊は交代を心待ちにしていたが叶わなかった。
アメリカ軍は疲労と損害に耐えかねた第7師団が第96師団と交代し、次々と新手を繰り出しており、その状況をうらやましく見えたと22連隊記録に記述されている。戦局の好転こそなし得なかったが、22連隊の奮戦が、アメリカ陸軍最精鋭師団の鋭鋒を挫いたのである。この日、ドイツは降伏し、アメリカ軍は日本軍に拡声器で宣伝を続けた。戦場におけるこのような苦難を忍ぶにあたって、拠り所となっていたのは、圧倒的に不利な状況下であっても必ず勝利を繰り返し、幾多の武勲に輝く歩兵第22連隊の伝統であった。第1大隊は戦績を認められ、22連隊長から感状を授けられた。
5月9日、22連隊は2日連続の米軍の攻撃を受け、さらに損害を受けた。幸地南西にある高地頂上をアメリカ軍に占領された。22連隊は増援を要請したが、本来戦闘職種ではなく、武器もほとんど手にしたことのない航空機の整備兵が補充されてきた。
5月10日、22連隊は、昨日から幸地南西で激しい争奪戦を繰り返していた。10日夜には、夜襲を敢行したが、損害を増やしただけに終わった。22連隊は消耗し、完全包囲される恐れがあったため、弁ヶ岳北東に後退していった。22連隊の戦力は、第1、第2大隊をあわせて200名以下、第3大隊は壊滅し、第10中隊長渡邊裕二大尉（士56期　秋田県出身）以下10数名となった。アメリカ軍はハウ高地から幸地にかけて野戦築城を施し守備を固めた。しかし切り通しから140高地と呼ばれる陣地は依然、22連隊が死守していた。この守兵の中には、日支事変以来のもっとも頼もしい歴戦の下士官が数名おり、彼らはいつもと同じように敵の攻勢を撃退し続けていた。小城はこの時の様子について戦後、
『日本軍の歩兵は銃剣術を鍛えてました。だから防御していて敵が目の前に迫っても「早く来ないか。来たらやってやる！」と自信があるわけです。だから八百名の大隊が四、五十名になって八百名と同じ陣地を持っていても米軍を寄せつけない。米軍も怖がって突っ込んで来ないという状態で、兵隊がどんどん少なくなって戦線を縮小しないと隙間だらけで危ないから、ちょっと配置を変えようとすると「ここで、死なして下さい！」と動かない、それはもう立派なものでした。昼間は連日戦ってその間中、撃たれっ放しです。敵が攻めてくるのは午前一回午後一回です。それで疲れ切っているのに夜は壕を掘り、弾を取りに帰り、負傷者を後ろに下げてやったり、戦死者を仮埋葬で埋めたりと、やることはいっぱいあるわけです。そういう状態で飯も食えません。そこへ私たちの居た部落の女子青年団の人達がおにぎりを作ってカマスに入れて第一線まで運んでくれました。第一線の後ろは無事かというと、そうではありません。道路のめぼしい交差点は全て、日本軍が移動出来ないように一晩中弾を撃ってきます。日本軍の射撃なんかとても目じゃないというほど、どの交差点にも間をおいて集中射撃が加えられます。そういう所をかい潜って女の子達がおにぎりを届けてくれました。そのおかげで、一日一食ですけれど、ご飯を食べて三週間以上同じ陣地で頑張ったのです。他の陣地が全部やられて22連隊第1大隊が、鉛筆芯の先の尖った所みたいな形で頑張っていたとき、32軍司令部が押さえられそうになって危ないから戦線を縮小するから下がれということで下がりました。その時のことです。私（小城大尉）の壕の地下に前の部隊の負傷兵が寝かされているというので何段も階段を下りて地下二階くらいのところまで行ってみると、そこに負傷兵が寝ていました。私（小城大尉）が下りて行って「俺の大隊は、ここから下がるから米軍が来るぞ。君たちも下がりなさい。」と言ってよく見ると、豚の脂を燃やした灯のかたわらに女の子が一人だけで、負傷兵が三、四人を看護していました。そして、その女の子は「私はここに残ります」と言うのです。私としてはもはや何も言うことができませんでした。海軍の沖縄根拠地隊司令官の大田少将が、大本営へ最後の電報を打ったときに、沖縄県民はこんなによく戦った、戦後格別の御配慮をお願いしたい、と言っておられますが、その通りでした』
と回想している。
将兵がもっとも必要としたのは水だった。水は慢性的に不足しており、非常にのどが渇いているため乾パンを飲み込むのも大変だった。22連隊の陣地のひとつ140高地は、戦後、石嶺地区市営住宅の給水塔となっている。

### アメリカ軍総攻撃
5月11日、米軍の総攻撃が開始された。米軍はすでに沖縄本島北部の攻略を完了しており、この総攻撃にはアメリカ海兵隊 第1師団、第6師団、アメリカ陸軍第77師団、第96師団、第7師団が投入される。22連隊は、首里に中央突破を仕掛けてくるアメリカ第77師団と対戦した。日本側の政略放送東京ローズは、シュガーローフの戦い（島尻郡真和志村安里＝現・那覇市おもろまち）や、チョコレートドロップの戦い（首里市石嶺＝現・那覇市首里石嶺町）で攻めあぐねるアメリカ軍に対し、心理戦を強化した。日本軍は治療中の負傷兵から歩行可能なものは、再度前線に投入した。
5月11日から15日にかけて、22連隊は石嶺地区で防戦にあたり、連日アメリカ軍の攻勢を撃退していた。140高地（米称フラットトップ 現:那覇市首里石嶺町2丁目市営住宅給水塔）を中心として第2大隊平野大尉以下奮戦したが、5月15日時点で、140高地の残兵は20数名となり、32連隊伊東大隊の増援を受け、戦車27連隊の90式野砲4門の支援砲撃で戦線を維持することができた。この頃、近藤歳次郎准尉（愛媛県伊予三島出身）、田川慶介大尉（愛媛県松山出身）、八幡勇少尉（愛媛県松山出身）、白尾重枝曹長（愛媛県大洲出身）、山本政秋曹長（愛媛県上浮穴出身）、渡辺玉吉曹長（愛媛県上浮穴出身）、中田政行准尉（愛媛県東宇和郡出身）、山本栄馬准尉（愛媛県松山出身）ら、22連隊を支えてきた将兵が戦死していった。
5月16日未明、アメリカ軍の手榴弾奇襲攻撃により、歩兵第22連隊第1大隊は大損害を受け後退する。この日、沖縄出身者の防衛召集兵百数十名が、22連隊に補充されることになったが、22連隊長吉田中佐は「22連隊は、全滅に瀕している。もう来るには及ばない。後日に備えて原隊に帰り、負傷兵の治療に専念してくれ。」と補充兵に命令した。すでに戦争の帰結は、22連隊の兵士すべてにわかっている。これ以上沖縄出身の補充兵を、敵戦車の餌食にしたくなかった。第3大隊の兵力は、2日間で90名から25名に激減した。日本軍沖縄守備隊32軍司令部は大本営に対して「首里に最後の予備兵力を投入するも保持困難。武器なき25000人の戦闘員に対する急速兵器の輸送。精鋭歩兵数個師団の沖縄への緊急落下傘降下。全航空兵力による沖縄周辺の敵艦船撃破。」の要請を打電した。
5月17日払暁、アメリカ歩兵第77師団が22連隊正面に不意打ちをかける。140高地の頂上が一時米軍に占領されたが、夕刻までに撃退した。22連隊の兵士は、タコツボ壕を巧妙に偽装して隠れ、敵をやり過ごして背後から攻撃を仕掛け多くの戦果を挙げた。
5月18日、140高地は火炎戦車を伴なう米軍に包囲され、馬乗り攻撃を受けた。米軍戦車は、タコツボ壕を一つ一つ踏みつぶし、潜伏している日本兵を確実に殺していった。翌日には洞窟陣地が爆破された。翌々日には140高地で250体以上の日本兵の遺棄遺体を米軍により確認された。
5月19日、140高地の平野大尉は、馬乗り攻撃を受けた後、奇跡的に脱出に成功した。こうして第3大隊は壊滅し、首里市石嶺地区は米側の手に落ちた。独立臼砲第1連隊第5中隊の数十名を新たに22連隊第3大隊として戦い続けた。
5月20日、日本軍右翼部隊の歩兵第89連隊は、運玉森で壊滅した。第24師団長は22連隊を師団予備とし、歩兵第32連隊を中地区隊とすることを命じた。22連隊に配属された独立臼砲第1連隊第5中隊長緒方眞治中尉（士52期）が22連隊第3大隊長となり、22連隊第3大隊が再編成された。
5月21日、日本軍左翼部隊の歩兵第32連隊も事実上壊滅し、津嘉山に後退した。以後日本軍左翼の防御は、歩兵第32連隊から独立歩兵21大隊に変更された。日本軍の中央部隊である22連隊は、戦車第27連隊（連隊長・中佐村上乙　士36期　愛媛県新居浜出身）の応援を受けて、首里北方石嶺、弁ヶ岳付近に存在した。ただし、戦車第27連隊は、主力戦車がすでに壊滅し、残った数両の九五式軽戦車は砲撃により道路が破壊されて通行ができず、戦車から機関銃を取り外し、機関銃を担いだ徒歩の戦車兵が応援にきた。米軍は攻勢をさらに強化して、アメリカ第77師団の援護に第96師団も投入して首里攻略を狙った。
5月24日、32軍司令部の要請に応え、大本営は義烈空挺隊による読谷、嘉手納飛行場の奇襲を行ったが、戦局全般には影響しなかった。

### 真栄里 22連隊最後の戦い
5月27日、首里城にある32軍司令部の放棄が実施され、日本軍は沖縄本島南部に撤退を開始した。アメリカ軍の追撃は、一部の残留部隊による抵抗と、豪雨によって阻止された。首里には日本軍の負傷兵約1万名が収容されていたが、司令部の南部転進により移動不能な負傷兵約5,000名がその場で自決した。戦車第27連隊長・中佐村上乙（新居浜市出身）も、首里城において迫撃砲の破片により大腿部に重傷を負い、東風平村（現・島尻郡八重瀬町）の野戦病院に搬送中、出血多量のため息絶えて戦没。22連隊第1大隊は兵力をかき集め、下士官、兵、約40名。軽機関銃1丁、擲弾筒数筒の戦力で、撤退する日本軍の退却援護を命じられた。

5月29日、首里陥落。

 
5月31日、日本軍は沖縄本島南部に撤退を完了する。 22連隊は、喜屋武岬に近い沖縄県島尻郡高嶺村（現・糸満市）の真栄里（まえざと）に撤退した。 22連隊は、約300名に増員されたが、その兵士のほとんどが、野戦病院の壕から這い出てきた負傷兵たちであった。
6月7日、第1大隊は志多伯付近で米軍と交戦し、包囲され馬乗り攻撃を受けたため真壁に脱出した。
6月10日、22連隊長吉田中佐は、これまでの戦績を認められ大佐に昇進した。

6月11日、沖縄県島尻郡小禄村（現・那覇市）の海軍飛行場（現・那覇空港）を拠点としていた帝國海軍沖縄方面根拠地隊が全滅する。海軍壕に隣接していた22連隊の壕も占領された。

6月13日、第1大隊、第2大隊は真栄里（現:糸満市立中央図書館付近）に布陣した。第3大隊は与座岳の歩兵第89連隊に派出され国吉の丘陵地帯における戦闘を戦うことになった。第1大隊長・大尉小城正は「ここが、我々の最後の陣地だ。我々は、ここで死ぬんだ」と訓示した。22連隊第1大隊は、兵員20名に小銃6丁、軽機関銃と擲弾筒数丁、手榴弾が最後の戦力となった。アメリカ軍は戦車を押し立てて侵攻してきた。22連隊の右翼には32連隊が展開して防御にあたり、残存の砲火を集中してアメリカ軍を撃退した。
6月15日まで22連隊の本部は、真壁村（現・糸満市）タヂリガマの壕を使用していた。現在、糸満市真壁 萬華之塔敷地内には『山3474部隊慰霊之碑』が建立されている。

6月17日、真栄里に、奇しくも同名の敵部隊、アメリカ海兵隊第22連隊が侵攻する。敵に包囲され絶体絶命の吉田から、最前線で戦闘する小城への最後の命令は、『22連隊は最後まで戦う。小城大尉の幸運を祈る』であった。真栄里73高地の22連隊本部洞窟陣地に爆薬が投げ込まれ、22連隊の本部全員が戦死した。また、与座岳に派遣されていた22連隊第3大隊も全滅したと推定される。同日、アメリカ軍沖縄攻略部隊司令官・中将サイモン・B・バックナーが、帝國陸軍第32軍司令官・中将牛島満に宛てて降伏勧告の親書を送った。

6月18日、真栄里で、アメリカ海兵隊第22連隊長・大佐ハロルド・C・ロバーツは、本連隊と行動を共にしていた野戦重砲兵第1連隊の砲撃を受け戦没。その約1時間後、バックナーも同様に野戦重砲兵第1連隊の攻撃に斃れた。第1大隊長の小城は、生き残った部下15名に部隊解散を命令し、前田の戦いの後もゲリラ戦を続けていた大尉志村常雄率いる歩兵第32連隊第2大隊（別名志村大隊）と合流するよう指示した。この日、牛島は東京の大本営に対し決別電報を送信した。

6月19日、真栄里にて、アメリカ陸軍第96師団准将クラウディス・M・イーズリーが日本軍の機関銃弾2発を額に受けて戦没。アメリカ軍による敗残兵狩りが強化され、19日から21日にかけて、日本軍の生き残り約9千名が掃討される。この過程で近隣の喜屋武村に退いていた同じく愛媛出身の独立歩兵第15大隊が総員玉砕し終焉した。

6月21日、アメリカ軍沖縄占領を宣言。22日には、本連隊が一時隷属した第62師団の師団長・中将藤岡武雄と、野戦重砲兵第1連隊長・大佐山根忠も命を絶った。

6月23日早朝、大将に親任されたばかりだった第32軍司令官の牛島と、参謀長・中将長勇が摩文仁村（現・糸満市、沖縄戦跡国定公園）の司令部壕で自決。
翌24日、連隊旗を託された少尉本田昇（愛媛県上浮穴郡浮穴村出身）は、隣の真壁村（現・糸満市）宇江城にあった第24師団司令部に後送。同じく第24師団隷下だった歩兵第89連隊のそれとともに24師団司令部付最先任上級曹長・准尉白石直之（松山市出身）立会いの下奉焼した。かくして、本連隊は68年に及んだ栄光の歴史に終止符を打った。現在、糸満市宇江城に『山雨之塔』「22連隊軍旗奉焼の地」の慰霊碑が建立されている。なお、22連隊玉砕の地には、戦後、栄里の塔という慰霊碑が建立され、以下の碑文が刻まれた。
歩兵第22連隊は第32軍の左第一線部隊として真栄里付近に布陣し、南進を続ける優勢なる米軍に対し熾烈なる砲火をあびせ遂に米軍司令官バーグナー中将もこの地に戦死す。住民とともに勇戦奮闘せる我が軍は物量を誇る米軍の攻撃に抗しきれず善戦空しく昭和20年6月17日玉砕し悠久の大義に生く。終戦後真栄里部落民は本戦闘に協力せし住民並びに将兵の遺骨1万2千柱を収集し栄里之塔を建立せしもこのたび南方同胞援護会の助成を得てあらたにこの地を画し塔を改修し永くその遺烈を伝え英魂を弔う。

昭和四三年三月 財団法人 沖縄遺族連合会　

6月25日、沖縄本島守備にあたっていた帝國陸軍の総員玉砕、組織的抵抗の終了が大本営報道部より発表された。その後、30日には第24師団長・中将雨宮巽も自決した。これを受け米軍は7月2日、沖縄戦における作戦行動を終了すると発表、ようやく沖縄における戦火は止むことになった。

22連隊本部が玉砕した後も、小城をはじめとする22連隊の兵士たちは、最後の一兵まで手榴弾を投げ続け、徹底抗戦を重ねた。小城は8月15日の終戦後も遊撃戦を続け、同年11月15日に米軍に降伏して捕虜となった。

## 歴代連隊長
| 代 | 氏名         | 在任期間              | 備考                |
| -- | ------------ | --------------------- | ------------------- |
| 1  | 杉山直矢     | 1886.5.27 -           | 中佐、1890.6.大佐   |
| 2  | 上田有沢     | 1891.6.18 -           | 中佐、1893.11.大佐  |
| 3  | 富岡三造     | 1894.6.6 - 1901.11.3  | 中佐、1896.11.大佐  |
| 4  | 児島八二郎   | 1901.11.3 - 1903.3.21 | 中佐                |
| 5  | 青木助次郎   | 1903.4.2 - 1907.11.13 | 中佐、1903.12.大佐  |
| 6  | 藤井幸槌     | 1907.12.13 -          |                     |
| 7  | 奥村信猛     | 1909.1.19 -           | 中佐、1909.1.28大佐 |
| 8  | 岩田正吉     | 1910.5.10 - 1911.8.8  |                     |
| 9  | 大多和新輔   | 1911.8.8 -            |                     |
| 10 | 梅津喜一     | 1916.8.18 -           |                     |
| 11 | 井上第五郎   | 1919.7.25 -           |                     |
| 12 | 鈴木新之丞   | 1920.6.1 -            |                     |
| 13 | 松田善衛     | 1921.10.11 -          |                     |
| 14 | 今枝内蔵之助 | 1924.2.4 -            |                     |
| 15 | 継屯         | 1925.3.18 -           |                     |
| 16 | 山岡重厚     | 1928.3.8 -            |                     |
| 17 | 酒井鎬次     | 1929.8.1 -            |                     |
| 18 | 山脇正隆     | 1931.8.1 - 1932.8.8   |                     |
| 19 | 七田一郎     | 1932.8.8 -            |                     |
| 20 | 本多政材     | 1933.8.1 - 1935.8.1   |                     |
| 21 | 田北惟       | 1935.8.1 -            |                     |
| 22 | 永津佐比重   | 1937.8.2 -            |                     |
| 23 | 村治敏男     | 1938.7.15 -           |                     |
| 24 | 小松崎力雄   | 1939.8.1 -            |                     |
| 25 | 今関靖夫     | 1940.12.2 -           |                     |
| 26 | 田中幸憲     | 1941.10.15 -          |                     |
| 末 | 吉田勝       | 1945.3.9 - 6.17       | 戦死                |

## 編成（昭和20年当時）
連隊人員　2876名
- 歩兵大隊3個　 
  - 歩兵大隊　人員799名　 
    - 大隊本部　人員55名　大隊通信隊　六号無線（携帯用）
    - 歩兵中隊3個　179名×3　中隊長中尉　中隊指揮班20名　三八式歩兵銃×141、九六式軽機関銃×9、八九式重擲弾筒×9 
      - 小隊52名×3個　小隊長少尉 
        - 分隊×4個　分隊長軍曹 1個分隊は分隊長以下13名、につき九六式軽機関銃1丁。1名につき九九式手榴弾4個装備

    - 機関銃中隊1個　137名　中隊長中尉　九二式重機関銃×8
      - 機関銃小隊×2個　小隊長少尉　九二式重機関銃×4丁(機関銃小隊は、歩兵中隊に編入されて行動する)
        - 機関銃1個分隊15名

    - 大隊砲小隊1個　70名　九二式歩兵砲×2
      - 大隊砲分隊　分隊長以下11名で1門を運用

  - 歩兵砲(連隊砲)中隊1個　156名　四一式山砲×4門
  - 速射砲中隊1個　106名　九四式三十七粍速射砲 ×4門
  - 連隊通信隊　通信中隊1個　144名　九二式五号無線機（手動発電、伝搬距離約60km）、九四式無線機、九六式無線機

## 歩兵第二十二聯隊歌
時は明治の十九年 八月十有七日に 協力同心帝國を 保護せよかしとのたまひて さつけ給ひし我か軍旗 聯隊長はかしこみて 死力をつくし國家をは 守りまつらんと奉答し 拝受せられし我か軍旗 光かかやく我か軍旗
二十七年征清の 軍（いくさ）おこるや仁川に 上陸なして平壌を おとしいれたる旗風に 鶏林八道なひかして 満州の野に進入し しはしは敵とたたかひて うちやふりつつ おひまくり 遼西まても攻め入れり 田庄台まて攻めぬけり

## 愛媛県人を主力としたその他の部隊
- 独立歩兵第15大隊  昭和13年2月松山にて編成。歩兵第64旅団隷下で沖縄戦に参加し、本連隊と同時期に喜屋武村にて玉砕。
- 歩兵第62連隊第1大隊  昭和13年7月松山にて編成。南部仏印にて終戦。
- 歩兵第234連隊  昭和14年8月松山にて編成。中国戦線を転戦し、昭和21年5月帰還。
- 歩兵第43連隊第3大隊  昭和15年2月徳島にて編成。昭和19年8月、グァム島にて玉砕。
- 歩兵第122連隊  昭和15年8月松山にて編成。昭和17年フィリピンの戦いに参加したのち、マーシャル諸島で終戦。
- 独立歩兵第333大隊  昭和19年2月満州にて22連隊第1大隊を改称。メレヨン島にて終戦。